# Pareas carinatus
Pareas carinatus е вид влечуго от семейство Pareatidae. Видът не е застрашен от изчезване.

## Разпространение и местообитание
Разпространен е в Бруней, Виетнам, Индонезия, Камбоджа, Китай (Юннан), Лаос, Малайзия, Мианмар и Тайланд.
Обитава градски и гористи местности и плантации.

## Описание
Популацията на вида е намаляваща.